# 雷蒙德·费尔顿
小雷蒙德·伯纳德·费尔顿（英語：Raymond Bernard Felton Jr.，1984年6月26日—），美国NBA联盟职业篮球运动员。他在2005年的NBA选秀中第1轮第5顺位被夏洛特山猫选中。